# John Lithgow
John Arthur Lithgow (Rochester, 19 ottobre 1945) è un attore statunitense.
Negli Stati Uniti d'America deve molta della sua popolarità al ruolo di Dick Solomon, il protagonista della sitcom Una famiglia del terzo tipo (1996-2001), trasmessa dalla NBC, e anche al ruolo di Arthur Mitchell/Trinity Killer nella serie televisiva Dexter. Le sue interpretazioni teatrali, cinematografiche e radiofoniche, lo hanno portato a vincere 6 Emmy Award, 3 Golden Globe, 2 Tony Award e un Premio Laurence Olivier, oltre a ricevere 2 candidature ai Premi Oscar.
Alla carriera di attore ha affiancato anche quella di cantante, ricevendo 4 candidature ai Grammy Award.

## Biografia
Sua madre, Sarah Jane Price, era un'attrice ritirata dalle scene, mentre suo padre, Arthur Lithgow, era un produttore teatrale nonché un direttore di teatro. Ottenuta una borsa di studio per la prestigiosa Harvard, vi si laurea nel 1967 (magna cum laude). Successivamente rimane ad Harvard come membro del Board of Overseers.

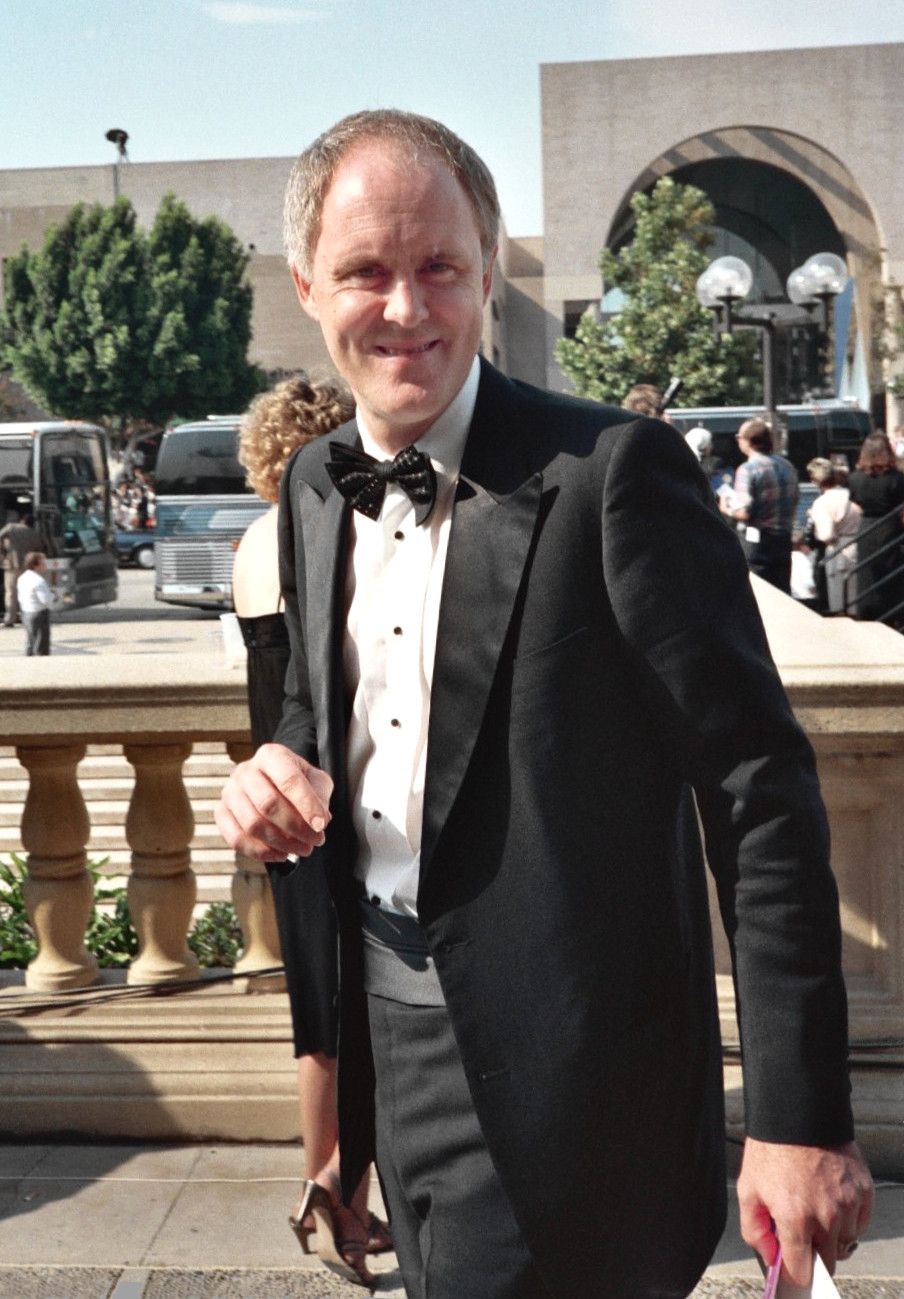
John Lithgow ai Premi Emmy 1988

Decide di intraprendere la carriera artistica dopo aver recitato a Harvard nell'opera Utopia, Limited di Gilbert e Sullivan. Nel 1973 debutta a Broadway nella commedia Lo spogliatoio di David Storey. Per questa sua interpretazione riceve sia il Tony che il Drama Desk Award come miglior attore. L'anno seguente recita a fianco di Lynn Redgrave nella commedia My Fat Friend e nel 1976 con Meryl Streep nella commedia A Memory of Two Mondays di Arthur Miller. Successivamente ottiene ancora due candidature al Tony Award per Una faccia piena di pugni nel 1985 e M. Butterfly nel 1988.
Durante la sua carriera cinematografica Lithgow ottiene due candidature al premio Oscar al miglior attore non protagonista, la prima nel 1983 per la sua interpretazione di Roberta Muldoon in Il mondo secondo Garp, la seconda l'anno seguente, quando interpreta la parte di Sam Burns in Voglia di tenerezza. Nel 1983 interpreta John Valentine in Ai confini della realtà, remake di un famoso episodio dell'omonima serie classica, Nightmare at 20,000 Feet. Nel 1984 è il dottor Emilio Lizardo/Lord John Whorfin, uno psicotico fisico italiano posseduto da un alieno malvagio, nel film Buckaroo Banzai, quindi interpreta l'ingegnere aerospaziale Walter Curnow nel film 2010 - L'anno del contatto, sequel del classico di fantascienza 2001: Odissea nello spazio.
Lithgow partecipa anche al film-documentario The Day After - Il giorno dopo (1983), interpretando il Dr.Huxley, ruolo che gli vale una candidatura per l'Emmy come miglior attore non protagonista in una mini-serie TV. Altre due candidature per l'Emmy, come miglior attore protagonista in una miniserie TV, gli arrivano per Resting Place (1986) e My Brother's Keeper (1995). Nel 1986 riceve l'Emmy come migliore attore non protagonista in una serie drammatica per la sua interpretazione nell'episodio La bambola, nella serie Storie incredibili. Nel 1992 ha il ruolo di protagonista nel thriller psicologico Doppia personalità, diretto da Brian De Palma. Nel 1993 interpreta il cattivo Eric Qualen nel film Cliffhanger di Sylvester Stallone. Dal 1987 al 1991 è il protagonista della sitcom Harry e gli Henderson, in cui una tipica famiglia americana si ritrova a convivere con un bigfoot che lentamente (e non senza problemi) diventa un membro effettivo della famiglia.
Dal 1996 al 2001 interpreta Dick Solomon, probabilmente il personaggio che più gli ha dato notorietà, nella sitcom Una famiglia del terzo tipo. La serie dura 6 stagioni e per ognuna di esse Lithgow ottiene la candidatura per l'Emmy come miglior attore protagonista in una sitcom, vincendolo 3 volte (1996, 1997, 1999). Inizia la sua carriera musicale nel 1999, anno del lancio del suo primo disco per bambini Singin' in the Bathtub. Tre anni dopo pubblica il suo secondo album Farkle and Friends, disco prodotto per accompagnare il libro per bambini da lui scritto The Remarkable Farkle McBride. Alla registrazione partecipa Bebe Neuwirth con accompagnamento della Bill Elliott Swing Orchestra.

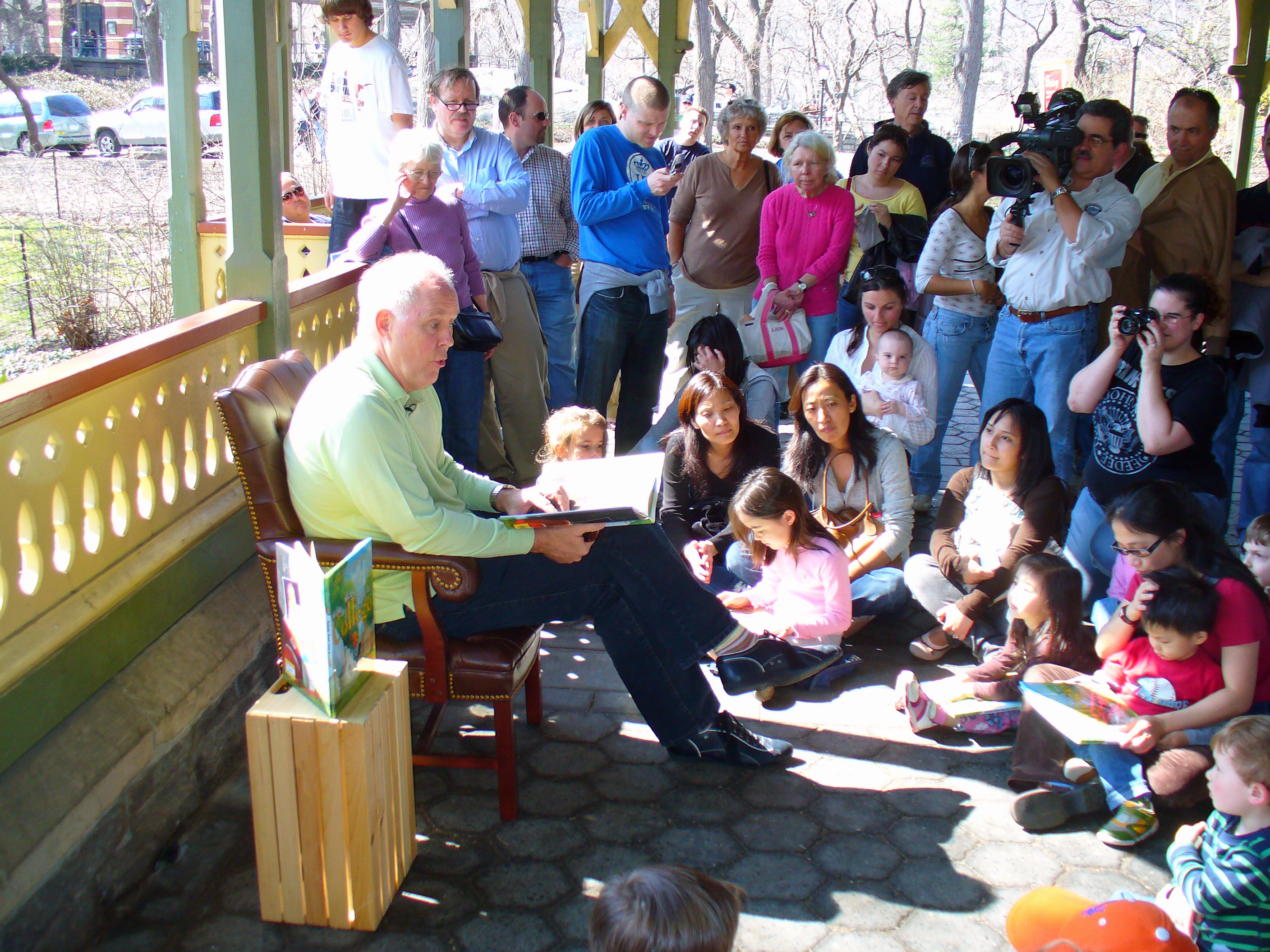
John Lithgow legge un libro ad alcuni bambini nel 2007

Nel 2001 dà la voce al personaggio di Lord Farquaad nel film di animazione Shrek. Nel 2002 John vince ancora il Tony per la sua interpretazione di J.J. Hunsecker, protagonista nell'adattamento teatrale del film drammatico Piombo rovente (1957), mentre nel 2005 riceve una nuova candidatura per lo stesso premio con il musical Dirty Rotten Scoundrels (che aveva avuto già una trasposizione cinematografica nella commedia Due figli di...). Dal 2005 John Lithgow fa parte dell'American Theatre Hall of Fame.
Nel 2006 è co-protagonista con Jeffrey Tambor nella sitcom della NBC Twenty Good Years e, nell'agosto, pubblica The Sunny Side of the Street, il suo terzo album per bambini, che contiene anche delle versioni rivisitate di alcuni brani classici presi dal Great American Songbook. È il presentatore di Paloozaville, un programma per bambini sulla TV via cavo, basato sui libri da lui scritti. Nel 2009 entra nel cast della quarta stagione di Dexter, nel ruolo del serial killer Trinity, per il quale vince il Golden Globe 2010 come miglior attore non protagonista in una serie, miniserie o film TV.
Interprete del padre di Barney Stinson in How I Met Your Mother, pubblica vari libri per l'infanzia, tra cui The Remarkable Farkle McBride e Marsupial Sue, che sono stati nella bestseller list del New York Times. Altri libri da lui pubblicati sono Marsupial Sue Presents "The Runaway Pancake", Lithgow Party Paloozas!: 52 Unexpected Ways to Make a Birthday, Holiday, or any Day a Celebration for Kids, The Carnivale of Animals, A Lithgow Palooza: 101 Ways to Entertain and Inspire Your Kids, I'm a Manatee, Micawber, e Mahalia Mouse Goes to College. John Lithgow lavora anche alla radio, dando voce a Yoda per la trasposizione radiofonica di Guerre stellari in L'Impero colpisce ancora e Il ritorno dello Jedi.
Tra il 2016 e il 2019 prende parte alla serie televisiva The Crown, in cui interpreta la figura del primo ministro del Regno Unito Winston Churchill.

### Vita privata
Discendente del passeggero della Mayflower William Bradford, si è sposato due volte: prima nel 1966 con Jean Taynton, da cui ha avuto un figlio, Ian (1972); dal 1981 è sposato con la docente Mary Yeager, da cui ha avuto due figli: Phoebe (1982) e Nathan (1983).

## Filmografia

### Attore

#### Cinema
- Dealing: Or the Berkeley-to-Boston Forty-Brick Lost-Bag Blues, regia di Paul Williams (1972)
- Obsession - Complesso di colpa (Obsession), regia di Brian De Palma (1976)
- Moses Wine detective (The Big Fix), regia di Jeremy Kagan (1978)
- Divorzio stile New York (Rich Kids), regia di Robert M. Young (1979)
- All That Jazz - Lo spettacolo comincia (All That Jazz), regia di Bob Fosse (1979)
- Blow Out, regia di Brian De Palma (1981)
- Jean e Barbara un film da finire (I'm Dancing as Fast as I Can), regia di Jack Hofsiss (1982)
- Il mondo secondo Garp (The World According to Garp), regia di George Roy Hill (1982)
- Ai confini della realtà (Twilight Zone: The Movie), regia di George Miller (1983)
- Voglia di tenerezza (Terms of Endearment), regia di James L. Brooks (1983)
- Footloose, regia di Herbert Ross (1984)
- Le avventure di Buckaroo Banzai nella quarta dimensione (The Adventures of Buckaroo Banzai Across the 8th Dimension), regia di W. D. Richter (1984)
- 2010 - L'anno del contatto (2010: Odyssey Two), regia di Peter Hyams (1984)
- Presunta assassina (Mesmerized), regia di Michael Laughlin (1985)
- La storia di Babbo Natale - Santa Claus (Santa Claus: The Movie), regia di Jeannot Szwarc (1985)
- Gioco mortale (The Manhattan Project), regia di Marshall Brickman (1986)
- Bigfoot e i suoi amici (Harry and the Hendersons), regia di William Dear (1987)
- Ultimi echi di guerra (Distant Thunder), regia di Rick Rosenthal (1988)
- Il macellaio (Out Cold), regia di Malcolm Mowbray (1989)
- Kid-Size Concert – cortometraggio (1990)
- Memphis Belle, regia di Michael Caton-Jones (1990)
- Pazzi a Beverly Hills (L.A. Story), regia di Mick Jackson (1991) - scene eliminate
- Verdetto finale (Ricochet), regia di Russell Mulcahy (1991)
- Giocando nei campi del Signore (At Play in the Fields of the Lord), regia di Héctor Babenco (1991)
- Doppia personalità (Raising Cain), regia di Brian De Palma (1992)
- L'uomo sbagliato (The Wrong Man), regia di Jim McBride (1993)
- Cliffhanger - L'ultima sfida (Cliffhanger), regia di Renny Harlin (1993)
- Il rapporto Pelican (The Pelican Brief), regia di Alan J. Pakula (1993)
- Per amore e per vendetta (Love, Cheat & Steal), regia di William Curran (1993)
- Alla ricerca dello stregone (A Good Man in Africa), regia di Bruce Beresford (1994)
- La principessa degli intrighi (Princess Caraboo), regia di Michael Austin (1994)
- Rosso d'autunno (Silent Fall), regia di Bruce Beresford (1994)
- Hollow Point - Impatto devastante (Hollow Point), regia di Sidney J. Furie (1996)
- Primo piano sull'assassino (Johnny Skidmarks), regia di John Raffo (1998)
- Homegrown - I piantasoldi (Homegrown), regia di Stephen Gyllenhaal (1998)
- A Civil Action, regia di Steven Zaillian (1998)
- C-Scam, regia di Larry Gelbart (2000)
- Orange County, regia di Jake Kasdan (2002)
- Tu chiamami Peter (The Life and Death of Peter Sellers), regia di Stephen Hopkins (2004)
- Kinsey, regia di Bill Condon (2004)
- Dreamgirls, regia di Bill Condon (2006)
- I Love Shopping (Confessions of a Shopaholic), regia di P. J. Hogan (2009)
- The Macabre World of Lavender Williams, regia di Nick Delgado – cortometraggio (2009)
- Una proposta per dire sì (Leap Year), regia di Anand Tucker (2010)
- L'alba del pianeta delle scimmie (Rise of the Planet of the Apes), regia di Rupert Wyatt (2011)
- Capodanno a New York (New Year's Eve), regia di Garry Marshall (2011) - cameo non accreditato
- Spells, regia di Daniel Freudenberger – cortometraggio (2011)
- Candidato a sorpresa (The Campaign), regia di Jay Roach (2012)
- Questi sono i 40 (This Is 40), regia di Judd Apatow (2012)
- National Theatre Live: The Magistrate, regia di Timothy Sheader e Tim Van Someren (2012)
- I toni dell'amore - Love Is Strange (Love Is Strange), regia di Ira Sachs (2014)
- The Homesman, regia di Tommy Lee Jones (2014)
- Interstellar, regia di Christopher Nolan (2014)
- 9 Kisses, regia di Elaine Constantine – cortometraggio (2014)
- The Accountant, regia di Gavin O'Connor (2016)
- Miss Sloane - Giochi di potere (Miss Sloane), regia di John Madden (2016)
- Daddy's Home 2, regia di Sean Anders (2017)
- Pitch Perfect 3, regia di Trish Sie (2017)
- E poi c'è Katherine (Late Night), regia di Nisha Ganatra (2019)
- The Tomorrow Man, regia di Noble Jones (2019)
- Pet Sematary, regia di Kevin Kölsch e Dennis Widmyer (2019)
- The Investigation: A Search for the Truth in Ten Acts, regia di Scott Ellis (2019)
- The Tale of Timmy Baterman, regia di Marcus Perry – cortometraggio (2019)
- Bombshell - La voce dello scandalo (Bombshell), regia di Jay Roach (2019)
- Nella bolla (The Bubble), regia di Judd Apatow (2022)
- Sharper, regia di Benjamin Caron (2023)
- Killers of the Flower Moon, regia di Martin Scorsese (2023)
- Francesca Cabrini, regia di Alejandro Monteverde (2024)
- Conclave, regia di Edward Berger (2024)
- The Rule of Jenny Pen, regia di James Ashcroft (2024)
- Jimpa - La casa degli affetti (Jimpa), regia di Sophie Hyde (2025)

#### Televisione
- The Country Girl, regia di Paul Bogart – film TV (1974)
- Great Performances – serie TV, 1 episodio (1977)
- The Oldest Living Graduate, regia di Jack Hofsiss – film TV (1980)
- Mom, the Wolfman and Me, regia di Edmond Levy – film TV (1980)
- Big Blonde, regia di Kirk Browning – film TV (1980)
- Not in Front of the Children, regia di Joseph Hardy – film TV (1982)
- The Day After - Il giorno dopo (The Day After), regia di Nicholas Meyer – film TV (1983)
- Nel regno delle fiabe (Faerie Tale Theatre) – serie TV, 1 episodio (1984)
- The Glitter Dome, regia di Stuart Margolin – film TV (1984)
- Un posto per riposare (Resting Place), regia di John Korty – film TV (1986)
- Storie incredibili (Amazing Stories) – serie TV, episodio 1x22 (1986)
- La piccola Scott (Baby Girl Scott), regia di John Korty – film TV (1987)
- Agente sì... ma di commercio! (Traveling Man), regia di Irvin Kershner – film TV (1989)
- L'ultima Africa (Ivory Hunters), regia di Joseph Sargent – film (1990)
- Amici per sempre (The Boys), regia di Glenn Jordan – film TV (1991)
- World War II: When Lions Roared, regia di Joseph Sargent – miniserie TV, 2 puntate (1994)
- I racconti della cripta (Tales from the Crypt) – serie TV, 1 episodio (1995)
- Cura d'amore (My Brother's Keeper), regia di Glenn Jordan – film TV (1995)
- Redwood Curtain, regia di John Korty – film TV (1995)
- I ragazzi di Tuskegee (The Tuskegee Airmen), regia di Robert Markowitz – film TV (1995)
- Una famiglia del terzo tipo (3rd Rock from the Sun) – serie TV, 139 episodi (1996-2001)
- Cosby – serie TV, 1 episodio (1999)
- Don Chisciotte (Don Quixote), regia di Peter Yates – film TV (2000)
- Paloozaville - episodio pilota scartato (2006)
- Twenty Good Years – serie TV, 13 episodi (2006-2008)
- 30 Rock – serie TV, 1 episodio (2009)
- Dexter – serie TV, 12 episodi (2009)
- How I Met Your Mother – serie TV, 4 episodi (2011-2014)
- Drunk History – serie TV, 2 episodi (2014)
- Louie – serie TV, episodio 5x06 (2015)
- The Crown – serie TV, 11 episodi (2016-2019)
- Trial & Error: Mystery Now – serie TV, 1 episodio (2017)
- Trial & Error – serie TV, 13 episodi (2017)
- The Late Show with Stephen Colbert – programma TV, 1 puntata (2019)
- Perry Mason – serie TV, 8 episodi (2020)
- Dexter: New Blood, regia di Marcos Siega e Sanford Bookstaver – miniserie TV, puntata 7 (2021)
- The Old Man – serie TV, 15 episodi (2022-2024)
- Dexter: Resurrection – serie TV, episodio 1x01 (2025)

### Doppiatore
- Star Wars: The Empire Strikes Back - The Original Radio Drama – radiodramma, 2 puntate (1983)
- The Amazing Bone, regia di Michael Sporn – cortometraggio (1985)
- Yertle the Turtle and Other Stories, regia di Ray Messecar – cortometraggio (1992)
- Sylvester and the Magic Pebble, regia di Gene Deitch – cortometraggio (1992)
- The Country Mouse & the City Mouse: A Christmas Tale, regia di Michael Sporn – film TV (1993)
- Frasier – serie TV, 1 episodio (1995)
- Star Wars: Return of the Jedi - The Original Radio Drama – radiodramma, 1 puntata (1996)
- Special Effects: Anything Can Happen, regia di Ben Burtt – documentario (1996)
- Officer Buckle and Gloria, regia di Christopher P. Larson – cortometraggio (1997)
- I Rugrats a Parigi - Il film (Rugrats in Paris: The Movie), regia di Stig Bergqvist e Paul Demeyer (2000)
- Shrek, regia di Andrew Adamson e Vicky Jenson (2001)
- Festa danzante con karaoke nella palude di Shrek (Shrek in the Swamp Karaoke Dance Party), regia di Andrew Adamson e Vicky Jenson – cortometraggio (2001)
- Shrek 3-D (Shrek 4-D), regia di Simon J. Smith (2003)
- Freedom: A History of US – documentario(2003)
- Bark, George, regia di Gene Deitch – cortometraggio (2003)
- My Life, Inc., regia di Terry Hughes – film TV (2004)
- E=mc², regia di Gary Johnstone – documentario TV (2005) - versione in lingua inglese
- Vita da giungla - Operazione Tricheco (Les As de la Jungle - Operation banquise), regia di David Alaux e Eric Tosti – film TV (2011) - versione in lingua inglese
- Shrek's Thrilling Tales – cortometraggio (2012)
- C'era una volta nel Paese delle Meraviglie (Once Upon a Time in Wonderland) – serie TV, 13 episodi (2013-2014)
- The Jungle Bunch 2: The Great Treasure Quest, regia di Julien Fournet e Ezra Weisz (2014) – versione in lingua inglese
- Last Week Tonight with John Oliver – programma TV, 1 puntata (2018)
- I Simpson (The Simpsons) – serie TV, episodi 30x20-33x21 (2019-2022)
- The Sandman – audiolibro (2020)
- Spellbound - L'incantesimo (Spellbound), regia di Vicky Jenson (2024)

## Teatro
- Lo spogliatoio (The Changing Room) (1973)
- My Fat Friend (1974)
- Trelawny of the "Wells" (1975)
- A Memory of Two Mondays (1976)
- Boy Meets Girl (regista, 1976)
- Secret Service (1976)
- Comedians (1976)
- Anna Christie (1977)
- Once in a Lifetime (1978)
- Spokesong (1979)
- Division Street (1980)
- Beyond Therapy (1982)
- Una faccia piena di pugni (Requiem for a Heavyweight) (1985)
- The Front Page (1986)
- M. Butterfly (1988)
- Sweet Smell of Success (2002)
- The Retreat From Moscow (2003)
- Dirty Rotten Scoundrels (2005)
- La dodicesima notte  (2007)
- Erano tutti miei figli (2008)
- Mr. & Mrs. Fitch (2010)
- 8 (2011)
- The Columnist (2012)
- Il magistrato  (2012)
- Re Lear (2014)
- Un equilibrio delicato (2014)
- Stories by Heart (2018)
- Candide (concerto) (2018)
- Hillary and Clinton (2019)
- Giant (2024)

## Discografia
- 1999 – Singin' in the Bathtub (Sony Wonder)
- 2006 – The Sunny Side of the Street (Razor & Tie)

## Riconoscimenti
- Premi Oscar
  - 1983 – Candidatura al miglior attore non protagonista per Il mondo secondo Garp
  - 1984 – Candidatura al miglior attore non protagonista per Voglia di tenerezza
- Golden Globe
  - 1997 – Miglior attore protagonista in una serie commedia o musicale per Una famiglia del terzo tipo
  - 1998 – Candidatura al miglior attore protagonista in una serie commedia o musicale per Una famiglia del terzo tipo
  - 1999 – Candidatura al miglior attore protagonista in una serie commedia o musicale per Una famiglia del terzo tipo
  - 2010 – Miglior attore non protagonista in una serie televisiva, miniserie o film per la televisione per Dexter
  - 2017 – Candidatura al miglior attore non protagonista in una serie televisiva, miniserie o film per la televisione per The Crown
  - 2023 – Candidatura al miglior attore non protagonista in una serie televisiva, miniserie o film per la televisione per The Old Man
- American Comedy Award
  - 1997 – Attore più divertente in una serie televisiva per Una famiglia del terzo tipo
- BAFTA
  - 2017 – Candidatura al miglior attore non protagonista per The Crown
- Critic's Choice Television Award
  - 2016 – Miglior attore non protagonista in una serie drammatica per The Crown
- Drama Desk Awards
  - 1985 – Miglior attore in un'opera teatrale per Una faccia piena di pugni
  - 1988 – Candidatura al miglior attore in un'opera teatrale per M. Butterfly
- Premi Grammy
  - 2003 – Candidatura al miglior album parlato per bambini per Ogden Nash's the Christmas that Almost wasn't
  - 2005 – Candidatura al miglior album parlato per The World According to Mr. Rogers
  - 2005 – Candidatura al miglior album parlato per bambini per Il carnevale degli animali
  - 2007 – Candidatura al miglior album musicale per bambini per The Sunny Side of the Street
- Los Angeles Film Critics Association
  - 1982 – Miglior attore non protagonista per Il mondo secondo Garp
  - 1983 – Candidatura al miglior attore non protagonista per Voglia di tenerezza e Ai confini della realtà
- New York Film Critics Circle Award
  - 1982 – Miglior attore non protagonista per Il mondo secondo Garp
  - 1983 – Candidatura al miglior attore non protagonista per Voglia di tenerezza e Ai confini della realtà
- People's Choice Award
  - 1996 – Candidatura al miglior attore televisivo per Una famiglia del terzo tipo
  - 1997 – Candidatura al miglior attore televisivo per Una famiglia del terzo tipo
  - 1998 – Candidatura al miglior attore televisivo per Una famiglia del terzo tipo
  - 1999 – Candidatura al miglior attore televisivo per Una famiglia del terzo tipo
- Premi Emmy
  - 1984 – Candidatura al miglior attore non protagonista in una miniserie o film per la televisione per The Day After – Il giorno dopo
  - 1986 – Migliore attore guest star in una serie drammatica per Storie incredibili
  - 1986 – Candidatura al miglior attore protagonista in una miniserie o film per la televisione per Un posto per riposare
  - 1995 – Candidatura al miglior attore protagonista in una miniserie o film per la televisione per Cura d'amore
  - 1996 – Miglior attore protagonista in una serie commedia per Una famiglia del terzo tipo
  - 1997 – Miglior attore protagonista in una serie commedia per Una famiglia del terzo tipo
  - 1998 – Candidatura al miglior attore protagonista in una serie commedia per Una famiglia del terzo tipo
  - 1999 – Miglior attore protagonista in una serie commedia per Una famiglia del terzo tipo
  - 2000 – Candidatura al miglior attore protagonista in una serie commedia per Una famiglia del terzo tipo
  - 2001 – Candidatura al miglior attore protagonista in una serie commedia per Una famiglia del terzo tipo
  - 2010 – Miglior attore guest star in una serie drammatica per Dexter
  - 2017 – Miglior attore non protagonista in una serie drammatica per The Crown
- Satellite Award
  - 1997 – Miglior attore in una serie televisiva musicale o commedia per Una famiglia del terzo tipo
  - 1998 – Candidatura al miglior attore in una serie televisiva musicale o commedia per Una famiglia del terzo tipo
  - 2009 – Miglior attore non protagonista in una serie, miniserie o film per la televisione per Dexter
- Saturn Award
  - 1984 – Miglior attore non protagonista per Ai confini della realtà
  - 1985 – Candidatura al miglior attore non protagonista per Le avventure di Buckaroo Banzai nella quarta dimensione
  - 1993 – Candidatura al miglior attore protagonista per Doppia personalità
  - 2010 – Candidatura al miglior attore guest star per Dexter
- Screen Actors Guild Award
  - 1997 – Miglior attore protagonista in una serie commedia per Una famiglia del terzo tipo
  - 1997 – Candidatura al miglior cast in una serie commedia per Una famiglia del terzo tipo
  - 1998 – Miglior attore protagonista in una serie commedia per Una famiglia del terzo tipo
  - 1998 – Candidatura al miglior cast in una serie commedia per Una famiglia del terzo tipo
  - 1999 – Candidatura al miglior cast in una serie commedia per Una famiglia del terzo tipo
  - 2001 – Candidatura al miglior attore protagonista in una miniserie o film per la televisione per Don Chisciotte
  - 2010 – Candidatura al miglior cast in una serie drammatica per Dexter
  - 2017 – Miglior attore protagonista in una serie drammatica per The Crown
  - 2017 – Candidatura al miglior cast in una serie drammatica per The Crown
  - 2024 - Candidatura al miglior cast cinematografico per Killers of the Flower Moon
- Tony Award
  - 1973 – Miglior attore non protagonista in un'opera teatrale per The Changing Room
  - 1984 – Candidatura al miglior attore protagonista in un'opera teatrale per Una faccia piena di pugni
  - 1988 – Candidatura al miglior attore protagonista in un'opera teatrale per M. Butterfly
  - 2002 – Miglior attore protagonista in un musical per Piombo rovente
  - 2005 – Candidatura al miglior attore protagonista in un musical per Dirty Rotten Scoundrels
  - 2012 – Candidatura al miglior attore protagonista in un'opera teatrale per The Columnist

## Doppiatori italiani
Nelle versioni in italiano delle opere in cui ha recitato, John Lithgow è stato doppiato da:
- Dario Penne in Cliffhanger - L'ultima sfida (entrambi i doppiaggi), Il rapporto Pelican, Alla ricerca dello stregone, Don Chisciotte, Homegrown - I piantasoldi, Tu chiamami Peter, I Love Shopping, Una proposta per dire sì, Dexter, Questi sono i 40, Louie, Pet Sematary
- Stefano De Sando in Una famiglia del terzo tipo, L'alba del pianeta delle scimmie, Candidato a sorpresa, Trial & Error, Perry Mason, Dexter: New Blood, The Old Man, Dexter: Resurrection
- Franco Zucca in Ultimi echi di guerra, Il macellaio, Verdetto finale, A Civil Action, Miss Sloane - Giochi di potere, Bombshell - La voce dello scandalo
- Carlo Valli in Presunta assassina, La principessa degli intrighi, The Accountant, Daddy's Home 2
- Cesare Barbetti in Blow Out, Gioco mortale, Bigfoot e i suoi amici
- Raffaele Uzzi in Voglia di tenerezza, 2010 - L'anno del contatto
- Gino La Monica in Un posto per riposare, E poi c'è Katherine
- Saverio Indrio in Cura d'amore, 30 Rock
- Gil Baroni in Giocando nei campi del Signore, Rosso d'autunno
- Ambrogio Colombo in Orange County, Nella bolla
- Bruno Alessandro in Kinsey, The Crown
- Gianni Giuliano in Killers of the Flower Moon, Conclave
- Marcello Tusco in Obsession - Complesso di colpa
- Gianni Marzocchi in All That Jazz - Lo spettacolo comincia
- Giancarlo Giannini in Ai confini della realtà
- Rodolfo Baldini in The Day After - Il giorno dopo
- Paolo Buglioni in Footloose
- Piero Tiberi ne Le avventure di Buckaroo Banzai nella quarta dimensione
- Oreste Rizzini ne La storia di Babbo Natale - Santa Claus
- Marco Mete in Storie incredibili
- Luciano De Ambrosis in L'ultima Africa
- Gianni Musy in Memphis Belle
- Mario Cordova in Doppia personalità[4]
- Elio Marconato in Per amore e per vendetta
- Franco Sangermano ne I ragazzi di Tuskegee
- Glauco Onorato in Hollow Point - Impatto devastante
- Michele Kalamera in Primo piano sull'assassino
- Bruno Slaviero in How I Met Your Mother
- Fabrizio Temperini in Dreamgirls
- Wladimiro Grana in Capodanno a New York
- Luca Biagini ne I toni dell'amore - Love is Strange
- Germano Longo in The Homesman
- Giorgio Lopez in Interstellar
- Pietro Ubaldi in The Crown (ep. 3x01)
- Renato Cecchetto in Pitch Perfect 3
- Luca Dal Fabbro in Sharper

Da doppiatore è sostituito da:
- Oreste Rizzini in I Rugrats a Parigi - Il film, Shrek, Shrek 3-D
- Massimo De Ambrosis in Frasier
- Franco Zucca in C'era una volta nel Paese delle Meraviglie
- Marco Mete ne I Simpson (ep. 33x21)
- Massimo Ranieri in Spellbound - L'incantesimo